# Diorama (album)
Diorama è il quarto album dei Silverchair, realizzato il 31 marzo del 2002.

## Il disco
Questo album segna un progressivo cambiamento nella musica del gruppo; abbandonate quasi definitivamente le sonorità post-grunge dei primi lavori, il gruppo si dedica ad un rock più psichedelico e orchestrato, con soluzioni musicali più morbide e dilatate, l'uso massiccio di orchestrazioni, e un orientamento verso la melodia maggiore.
Queste soluzioni fanno di "Diorama" l'album forse migliore dell'intera produzione dei Silverchair.
Sicuramente il loro disco più maturo e ricercato, e uno dei migliori album australiani di sempre.
Gli arrangiamenti e le orchestrazioni sono affidate al maestro Van Dyke Parks, già collaboratore di gruppi del calibro dei Beach Boys. L'album è prodotto da David Bottrill e Daniel Johns, per la prima volta dietro il mixer.

## Tracce
1. "Across the Night" – 5:37
2. "The Greatest View" ft. Jim Moginie – 4:05
3. "Without You" – 5:17
4. "World Upon Your Shoulders" – 4:37
5. "One Way Mule" – 4:14
6. "Tuna in the Brine" – 5:40
7. "Too Much of Not Enough" – 4:42
8. "Luv Your Life" – 4:29
9. "The Lever" – 4:22
10. "My Favourite Thing" – 4:14
11. "After All These Years" – 3:40

- L'ultimo brano contiene una traccia fantasma, un "outro" strumentale che parte dal minuto 8.48
  - L'album è uscito anche in versione LP con una tiratura veramente limitata di sole 500 copie.
    - Tutte le tracce sono state scritte da Daniel Johns.

### Singoli Estratti
- The Greatest View
- Without You
- Lu Your Life
- After All These Years
- Across The Night

## Formazione
- Daniel Johns - voce, chitarra
- Chris Joannou - basso
- Ben Gillies - batteria